# Mallochohelea unca
Mallochohelea unca är en tvåvingeart som beskrevs av Meillon och Wirth 1987. Mallochohelea unca ingår i släktet Mallochohelea och familjen svidknott.
Artens utbredningsområde är Kenya. Inga underarter finns listade i Catalogue of Life.